# Dr. Jekyll and Mr. Hyde (videojuego)
Dr. Jekyll and Mr. Hyde es un videojuego de desplazamiento lateral de acción de 1988 para Nintendo Entertainment System, basado en la novela El extraño caso del doctor Jekyll y el señor Hyde de Robert Louis Stevenson. La jugabilidad se alterna entre los personajes del Dr. Jekyll y el Sr. Hyde según la habilidad del jugador para evitar o causar daño.

## Jugabilidad y premisa
La historia del videojuego se basa en la novela de Robert Louis Stevenson, con el Dr. Jekyll camino a su próxima boda con Miss Millicent. El final del videojuego depende de qué personaje, Jekyll o Hyde, llega primero a la iglesia.
Mientras el Dr. Jekyll camina hacia la iglesia con su bastón en la mano, varios habitantes del pueblo, animales y otros obstáculos obstruyen su camino, lo que hace que se enoje. Después de que su medidor de estrés se llene, el Dr. Jekyll se transformará en Mr. Hyde. Luego, la jugabilidad se traslada a un mundo demoníaco, donde Hyde disparará una «onda psíquica» a los monstruos. De hecho, la onda psíquica se muestra con orgullo en la portada del videojuego. A medida que Mr. Hyde mata a estos monstruos, su ira disminuye y finalmente se transforma de nuevo en el Dr. Jekyll.
El videojuego presenta seis niveles, pero los niveles difieren entre las versiones japonesa y norteamericana. La versión japonesa sigue este orden: Ciudad, Parque, Callejón, Pueblo, Cementerio, Calle. Sin embargo, la versión norteamericana reemplaza algunos niveles y sigue este orden: Pueblo, Cementerio, Pueblo, Parque, Cementerio, Calle. La versión norteamericana también eliminó ciertos sprites y segmentos de la versión japonesa original.
El jugador comienza controlando al Dr. Jekyll en su camino a la iglesia, caminando hacia la derecha. A diferencia de la mayoría de los videojuegos de plataformas, el Dr. Jekyll no puede matar a la mayoría de sus enemigos (aunque está equipado con un bastón) y, como resultado, debe evitar a sus enemigos en lugar de enfrentarlos directamente. A medida que recibe daño de los diversos enemigos y obstáculos, su medidor de vida disminuye y su medidor de ira aumenta. Si su medidor de vida se agota por completo, el Dr. Jekyll muere y la partida termina. Sin embargo, si su medidor de ira se llena por completo, se transforma en Mr. Hyde. El día se convierte en noche y aparecen los monstruos. En este punto, el nivel se refleja horizontalmente y Mr. Hyde camina de derecha a izquierda con el desplazamiento automático de la pantalla. Mr. Hyde debe matar monstruos lo más rápido que pueda para volver a convertirse en Dr. Jekyll, y los monstruos Shepp generalmente recargan más su medidor, aunque matar a otros monstruos puede recargar el medidor una pequeña cantidad. Una vez que el jugador regresa como Dr. Jekyll, se restaura el 70% de su medidor de salud.
Si Hyde llega a un lugar equivalente a donde llegó el Dr. Jekyll en el mundo de este último (excepto en el segmento final), un rayo lo golpea y lo mata instantáneamente. Por lo tanto, el objetivo del videojuego es avanzar lo más lejos posible como Dr. Jekyll y volver a transformarse lo antes posible como Mr. Hyde. Sin embargo, el final alternativo más detallado del videojuego requiere que el jugador llegue estratégicamente a la iglesia con Mr. Hyde, pero asegurándose de que el Dr. Jekyll se mantenga por delante de Mr. Hyde hasta el nivel final.

## Recepción
Si bien las reseñas iniciales sobre el lanzamiento fueron mixtas, la recepción se volvió más negativa a medida que avanzaban los años; los críticos citaron gráficos deficientes, jugabilidad confusa y uso deficiente de los personajes y el escenario. Darrell Monti de Nintendo Life lo calificó como uno de los peores videojuegos que obtuvo para NES. En 2004, Game Informer reseñó el videojuego en su sección Retro Reviews y le otorgó un 5 sobre 100, finalizando la reseña diciendo: «Defectuoso en todos los niveles fundamentales, Dr. Jekyll and Mr. Hyde es posiblemente la basura más injugable disponible en la NES». En 2018, Eurogamer colocó al videojuego en el puesto número 8 en su lista de los diez peores videojuegos de los años 80. Los escritores se quejaron de que no se explica nada al jugador y que algunos personajes dañan al jugador, pero otros no. Lo llamaron una experiencia frustrante y confusa. IGN clasificó la portada como la tercera portada más aterradora en los videojuegos.